# Ulrich av Württemberg
Ulrich av Württemberg, hertig av Württemberg, född 1487, död 1550.
Ulrich blev hertig sedan hans farbror Eberhard I av Württemberg avsatts 1498. När han blev myndig 1503 ökade han sina besittningar genom att delta i det bayerska tronföljdskriget 1504-1505
Han styrde sitt hertigdöme hårt men höga skatter förorsakade 1514 ett bondeuppror och det mord han begick på Hans von Hutten (vars fru han hade en kärleksaffär med) gjorde att adeln vände sig emot honom. Det inre motståndet som uppmuntrades av den mördades bror, Ulrich von Hutten, stöddes även utifrån.
1516 och 1518 förklarades Ulrich fredlös av kejsar Karl V. Då han 1519 försökte utöka sitt bestämmande över riksstaden Reutlingen så reste sig det Schwabiska förbundet och fördrev honom ut ur landet. Därefter sålde förbundet bestämmandet till Karl V som infogade det i sin bror Ferdinand I:s provins.
I sina försök att återfå Württemberg fick Ulrich sympati hos Frans I av Frankrike. Att återinsätta honom blev även ett viktigt intresse för de oppositionella krafterna i Tyskland särskilt sedan han hade anslutit sig till reformationen. Ett anfall mot Württemberg 1525 tillsammans med den revolutionära bonderörelsen misslyckades men sedan Schwabiska förbundet hade sönderfallit åtog sig Frans I och Filip av Hessen Ulrichs sak. Frankrike gav understöd och en hessisk armé besegrade Ferdinand I:s trupper vid Lauffen am Neckar 1534.
Genom fördraget i Kaaden 1534 återfick Ulrich Württemberg vilket var en stor framgång för den tyska protestantismen. Ulrich började omedelbart att införa reformationen i landet och anslöt sig till Schmalkaldiska förbundet. Trots motgångarna i Schmalkaldiska kriget fick Ulrich, i ersättning mot krigsskadeersättning, behålla sitt land. Ferdinands försök att beröva honom landet ledde till att oppositionen mot kejsaren blev starkare.